# أمعائية كوانية
أمعائية كوانية (الاسم العلمي: Enterobacter cowanii) هي نوع من البكتيريا يتبع جنس الأمعائية من الفصيلة الأمعائيات.